# Ponesimod
El ponesimod, comercializado bajo la marca Ponvory, es un medicamento utilizado para tratar la esclerosis múltiple .  Específicamente, se utiliza para las formas recurrentes, incluido el síndrome clínicamente aislado, la enfermedad remitente-recurrente y la enfermedad secundaria progresiva.   Este medicamento se toma por vía oral. 
Los efectos secundarios de este medicamento incluyen infección del tracto respiratorio superior, inflamación del hígado y presión arterial alta;  otros efectos secundarios pueden incluir infección, frecuencia cardíaca lenta, problemas respiratorios y cáncer de piel .  El uso de este medicamento durante el embarazo puede dañar al bebé.  Es un modulador del receptor de esfingosina 1-fosfato que disminuye la actividad de las células T y B.  
Este medicamento fue aprobado para uso médico en los Estados Unidos y Europa en el 2021.   En el Reino Unido, 4 semanas de tratamiento le cuestan al NHS alrededor de  1100 libras esterlinas a partir de 2022.  En Estados Unidos esta cantidad cuesta unos 7.900 dólares estadounidenses. 